# Bryconamericus singularis
Bryconamericus singularis es una especie de pez de la familia Characidae en el orden de los Characiformes.

## Morfología
Los machos pueden llegar alcanzar los 3,9 cm de longitud total.
- Número de  vértebras: 33.[1]

## Alimentación
Come insectos acuáticos, caracoles, semillas y  plantas acuáticas.

## Hábitat
Vive en zonas de clima tropical.

## Distribución geográfica
Se encuentran en Sudamérica: río Cinaruco (cuenca del río Orinoco, Venezuela ).